# Grande Attrattore

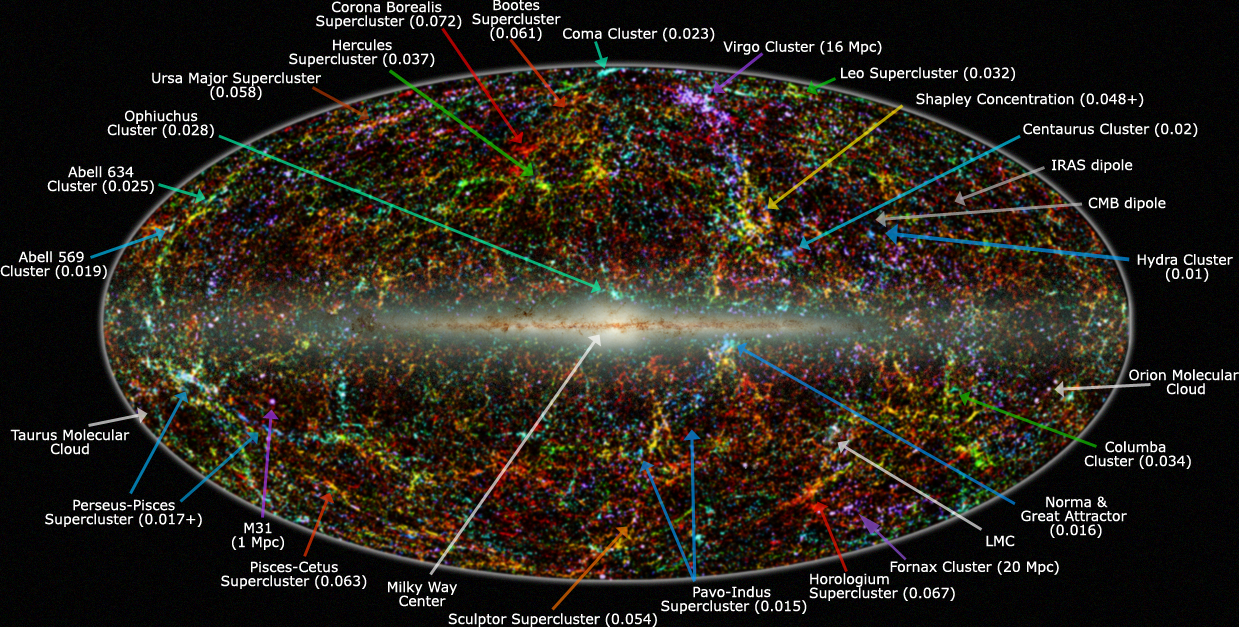
Panoramica del cielo nell'infrarosso vicino. La posizione del grande attrattore è indicata dalla freccia blu in basso a dx con l'etichetta Norma & Great Attractor.

In astronomia, il Grande Attrattore è un ammasso di galassie che si trova in corrispondenza del centro gravitazionale di Laniakea, il superammasso locale a cui appartiene anche la Via Lattea.
La forza gravitazionale esercitata dal Grande Attrattore influenza il moto di circa 100.000 galassie (inclusa la Via Lattea) contenute all'interno di una regione grande centinaia di milioni di anni luce.
Le galassie contenute nel Grande Attrattore sono tutte spostate verso il rosso in accordo con la legge di Hubble, come se si stessero allontanando da noi e ognuna dall'altra. Ma ognuna mostra, sovrapposto a questo spostamento, un moto generale sufficiente a rivelare all'interno dell'Attrattore una concentrazione di massa equivalente a decine di migliaia di galassie.

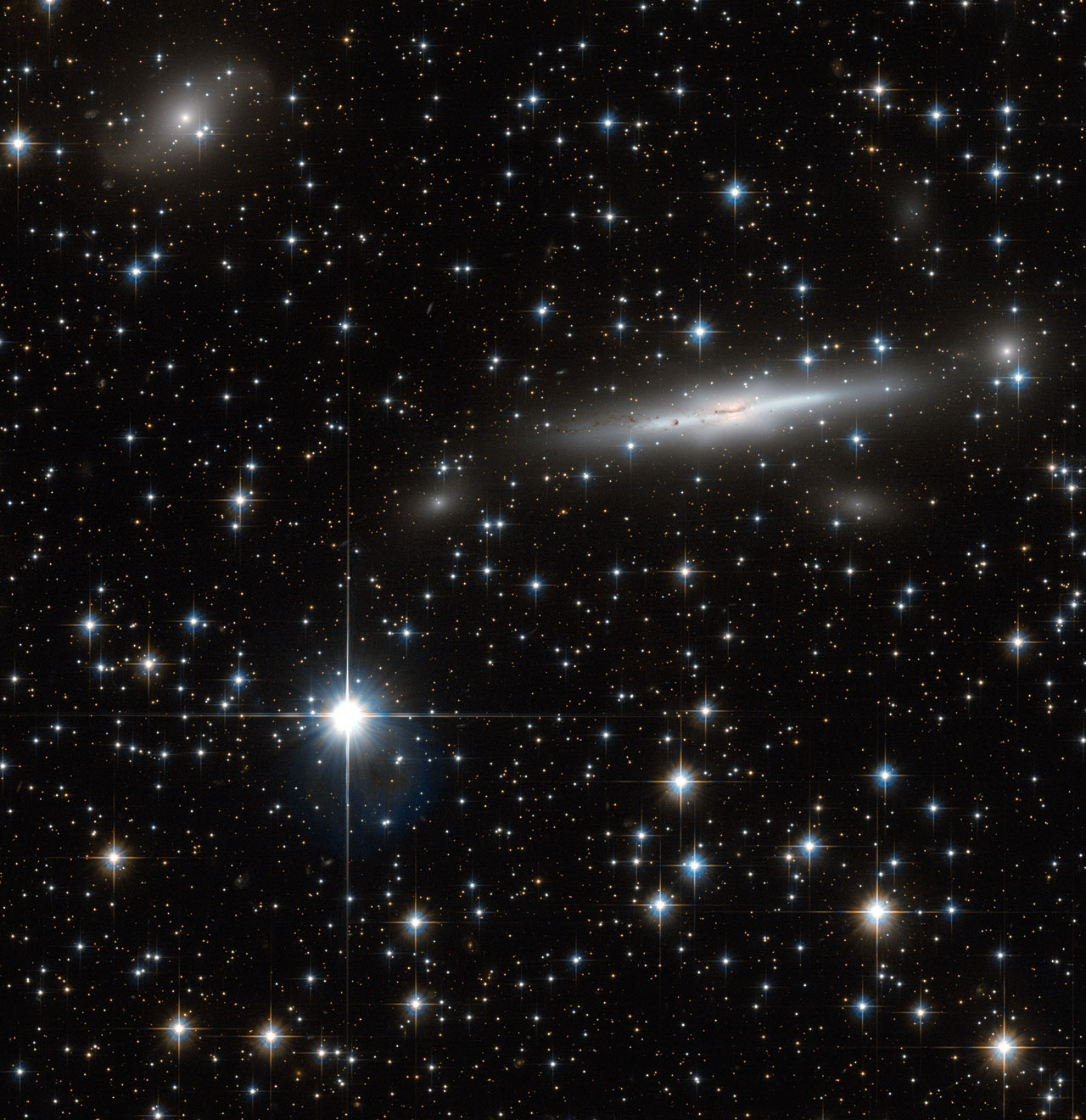
Immagine ripresa dal Hubble Space Telescope della regione di spazio dove è presente il Grande Attrattore

## Localizzazione
Le prime indicazioni di una deviazione rispetto all'espansione uniforme dell'universo furono notate nel 1973 e successivamente nel 1978. La localizzazione del Grande Attrattore fu poi determinata nel 1987-88 e la sua distanza stimata tra 150 e 250 milioni di anni luce (250 è la stima più recente), nella direzione delle costellazioni dell'Hydra e del Centauro. 
Sembra che la concentrazione sia dominata dall'Ammasso del Regolo (ACO 3627), un massiccio ammasso di galassie contenente una preponderanza di galassie grandi e vecchie, molte delle quali sono in collisione con le loro vicine, e spesso emettono grandi quantità di onde radio.
I tentativi ulteriori di studio nel campo del visibile di questo fenomeno trovano difficoltà a causa della direzione di osservazione, vicino al piano della nostra Via Lattea e quindi oscurata dalle grandi quantità di gas e polveri presenti nella zona di evitamento.

## Ipotesi sulla massa
Nel 1992 si ritenne che le stime sui segnali provenienti dal Grande Attrattore fossero influenzate dall'effetto Malmquist.
Studi condotti nel 2005, nell'ambito di ricerche a raggi X sulla zona d'ombra galattica, hanno tuttavia indicato che la massa del Grande Attrattore è molto inferiore a quanto si pensava precedentemente e stimabile in 4-6 × 1015 masse solari o 1046 kg. Il movimento della nostra galassia e del gruppo locale sembra invece dovuto all'attrazione di un ammasso di galassie molto più massiccio e situato ad una distanza molto maggiore (ca. 650 milioni di a.l.), vicino al Superammasso di Shapley.